# Daniel Lindley
Daniel Lindley (Washington County, 24 augustus 1801 - Morristown, 3 september 1880) was een Amerikaans missionaris in Zuid-Afrika die diende als predikant van de Voortrekkers.

## Biografie
Lindley werd geboren in Pennsylvania en studeerde in 1824 af aan de Ohio University, gesticht door zijn vader Jacob Lindley. Hij trouwde in 1834 met Lucy Allen en werd het jaar daarop door de American Board of Commissioners for Foreign Missions naar Zuid-Afrika gezonden, waar zojuist de Grote Trek was begonnen. Met Alexander Wilson, Henry Venable en hun echtgenotes vertrok hij per ossewa naar Matabeleland. Eenmaal aangekomen bij Mosega, het militaire hoofdkwartier van de Matabelekoning Mzilikazi, moesten ze terugtrekken vanwege de Slag van Mosega tussen de Matabele en de Voortrekkers. In Natal bleken de Voortrekkers het ook met de Zoeloes aan de stok te hebben.
In Natal stichtte hij in 1839 een school voor Voortrekkerskinderen. De Voortrekkers zaten toentertijd in een religieuze crisis vanwege hun afscheiding van de Nederduits Gereformeerde Kerk en het moeizame leiderschap van Erasmus Smit, de predikant van de afgesplitste Nederduits Hervormde Kerk. Lindley werd op 9 februari 1841 ingewijd als nieuwe predikant van de Voortrekkers te Pietermaritzburg en bleef dit tot 1847. Zijn gemeente was verspreid over Natal, Transoranje en Transvaal en telde in 1845 zo'n 20.000 zielen. Minstens 1.383 Voortrekkerskinderen werden door hem gedoopt.

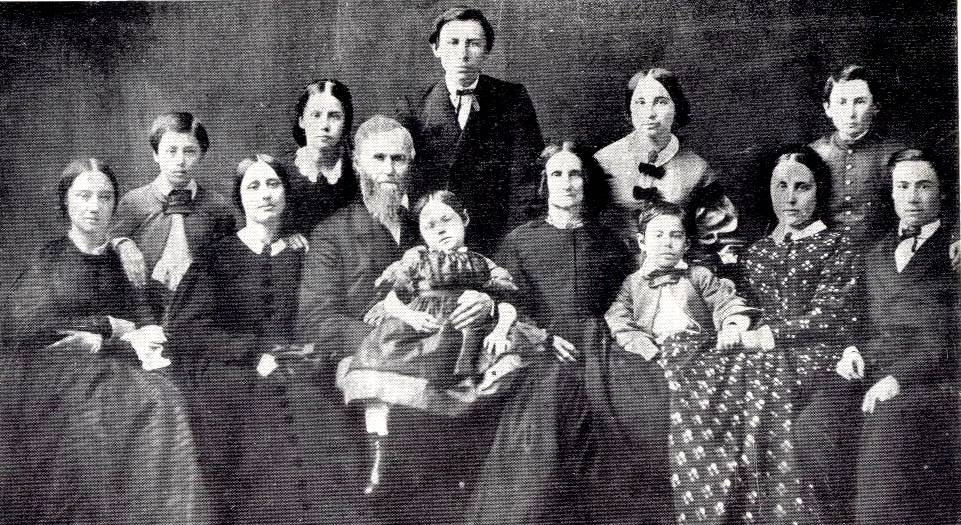
Familieportret van Daniel Lindey rond 1861

In 1848 stichtte hij een station in Inanda om de Zoeloes te beschermen tegen kolonisten. In 1873 ging Lindley met pensioen en keerde het jaar daarop terug naar de Verenigde Staten, waar hij in 1880 overleed.
Lindley werd gerespecteerd door zowel de Voortrekkers als de Zoeloes. De plaats Lindley in de Zuid-Afrikaanse provincie Vrijstaat is naar hem vernoemd, alsmede de Daniel Lindley Bridge in Pietermaritzburg.